# مايك إليس (سياسي)
مايك إليس (بالإنجليزية: Mike Ellis)‏ هو سياسي جنوب أفريقي، ولد في 29 سبتمبر 1946. حزبياً، نشط في التحالف الديمقراطي. وقد انتخب عضو الجمعية الوطنية لجنوب أفريقيا.